# C.G. Haenel
C.G. Haenel — німецька компанія виробник зброї, що розташована в м. Зуль, Німеччина.

## Історія

### Заснування в 1840 році
У 1840 році прусський комісар з виробництва вогнепальної зброї Карл Готліб Ганель, запустив виробництво перших товарів компанії, а саме велосипедів та вогнепальної зброї. Це було типовим явищем для того періоду, коли підприємства, що спеціалізувалися на виробництві вогнепальної зброї, часто розширювали асортимент продукції, включаючи велосипеди. Схожі технологічні процеси та необхідність кваліфікованої робочої сили сприяли такому поєднанню виробництв.
У 1887 році до компанії приєднався сульський конструктор зброї К. В. Айдт з метою виробництва своєї основної гвинтівки Aydt, а пізніше і пістолета Aydt для спортивної стрільби.
У 1879 році німецька армія прийняла на озброєння револьвер M1879 Reichsrevolver та його менший варіант M1883. Haenel отримав контракт на виробництво цих револьверів для армії, як частина консорціуму Suhl Konsortium, створеного спільно зі спортивним виробником зброї V.Ch. Schilling. Виготовлена ними зброя маркувалася написом "VCS CGH Suhl", яке вказувало на ініціали виробників та місце виробництва – місто Зуль.
Після того, як на озброєння німецької армії була прийнята гвинтівка Gewehr 1888, консорціум отримав замовлення на виробництво кавалерійських та артилерійських карабінів, заснованих на її конструкції. Однак, коли на озброєння була прийнята гвинтівка Gewehr 98, виробництво якої було зосереджено виключно на державних арсеналах, дороге обладнання, придбане компанією спеціально для виробництва Gewehr 1888, стало непотрібним. В результаті модернізації механізму та усунення початкових недоліків було здійснено переозброєння на G.98. Для уникнення порушення патентів Маузера було здійснено заміну обойми типу Манліхера на незнімний магазин з дворядним розташуванням набоїв власної конструкції.
Згодом компанія Haenel займалася виробництвом мисливської зброї та багнетів, а в часи Першої світової війни виготовила величезні обсяги гвинтівок Mauser Model 98 для потреб німецької армії.

### 1920-ті роки
У 1921 році до компанії приєднався Хуго Шмайссер і від тоді Haenel розпочала виготовлення кишенькових пістолетів, сконструйованих за його проектами. Цей період також відзначився появою автоматичної стрілецької зброї, і, незважаючи на заборону, передбачену Версальським договором, компанія почала розробку автоматичних пістолетів-кулеметів за кресленнями Шмайссера. Він застосовував досвід і знання, які він отримав від свого батька, Луїса Шмайссера, відомого як «Батько автоматичного карабіна» через його внесок у розробку кулеметів Bergmann.
У 1928 році компанія розробила MP28, пістолет-кулемет, що походив від MP18, і вже до кінця 1928 року він перебував на озброєнні німецької поліції. Його поставляли також до Південної Африки, Іспанії, Японії та Китайської Республіки на основі ліцензійної угоди з бельгійською компанією Baynard.

### 1930-1940 роки
Незважаючи на успіхи Хуго Шмайссера, компанія кілька разів опинялася на межі банкрутства між 1929 і 1934 роками.
У 1933 році компанія об'єдналася з десятьма іншими збройовими компаніями з Зуля та Целла-Меліса, щоб гарантувати собі частку контрактів на озброєння від новоствореного нацистського уряду. Дане об'єднання мало назву «Об'єднані збройові фабрики Зуля та Целла-Меліса» (нім. Vereinigte Suhl-Zella-Mehlisser Waffenfabriken) і здійснювало пряму взаємодію з адміністративними органами Вермахту. Компанія та її партнери спільно відкрили свої офіси в Берліні.
1935 рік відзначився значним збільшенням виробництва зброї напередодні Другої світової війни, тоді ж було створено нову автоматичну стрілецьку зброю під проміжний патрон. Автоматична гвинтівка MP43 під патрон 7,92×33 мм (спочатку називалась Mkb 42(H)) була сконструйована з метою забезпечення вищої бойової ефективності порівняно з пістолетами-кулеметами MP38/MP40, що випускалися компанією Erma Werke, та мала економічну конструкцію, виробництво якої базувалося на тогочасній інноваційній технології штампування в заводських умовах. Ще на початку 1943 року було випущено більше 10 000 одиниць, проте того ж року виробництво було припинено за наказом Адольфа Гітлера. Після успішного завершення випробувань у бойових умовах Гітлер врешті-решт санкціонував масовий випуск нової гвинтівки. Після офіційного прийняття на озброєння ця зброя отримала найменування Sturmgewehr 44 (StG 44).

### 1950-ті роки
Після поразки нацистської Німеччини у Другій світовій війні американські війська ненадовго окупували місто Зуль та запровадили заборону на виробництво зброї на всіх підприємствах галузі.Після виведення американських військ ця територія опинилася під окупацією Радянської армії, ставши згодом Східною Німеччиною. Приблизно 50 автоматів StG 44 було відправлено до Радянського Союзу для технічного дослідження, разом із 10 785 кресленнями зброї, на основі яких було розроблено радянський автомат серії АК.
Після цього компанія була реорганізована в Народне підприємство «Завод транспортних засобів та мисливської зброї імені Ернста Тельмана» (нім. VEB Fahrzeug- und Jagdwaffenwerk «Ernst Thälmann») і пізніше відновила виробництво, випускаючи пневматичні гвинтівки та мисливські карабіни під брендом Haenel Suhl.

### Відновлення виробництва зброї з 2008 року
У 2008 році компанію було відновлено та повернено її первісну назву C. G. Haenel. Наразі компанія є власністю Merkel, яка входить до міжнародного холдингу Caracal International, розташованого в Об'єднаних Арабських Еміратах.
Першим продуктом компанії у 2008 році стала снайперська гвинтівка Haenel RS8 калібру 7,62×51 мм НАТО/.308 Winchester, на основі якої у 2009 році було розроблено більшу версію Haenel RS9 під патрон .338 Lapua Magnum (8,6×70 мм). Того ж року було представлено нову лінійку мисливських карабінів під назвою Jaeger 8. Далі було представлено однозарядну модель Jaeger 9, гвинтівку з ручним перезаряджанням Jaeger 10, самозарядний карабін SLB 2000+, початково розроблений Heckler & Koch, і рушницю Jaeger 11.
У лютому 2016 року Бундесвер прийняв на озброєння гвинтівку Haenel RS9 як нову снайперську зброю середньої дальності, надавши їй позначення G29. У листопаді того ж року поліція Гамбурга замовила самозарядні гвинтівки CR 223, але у 2017 році їх було вилучено з експлуатації через часті випадки заклинювання. Причиною цих несправностей було названо боєприпаси, що використовувалися поліцією Гамбурга, і компанія Haenel запевнила, що виправить ситуацію.
У січні 2019 року автомат MK 556 компанії потрапив до фінального відбору разом з Heckler & Koch HK416 та HK433 як один із кандидатів на заміну штатної гвинтівки G36, що перебував у той час на озброєнні Бундесверу.
15 вересня 2020 року Бундесвер обрав MK 556 та уклав контакт з компанією Haenel вартістю  245 мільйонів євро на поставку 120 000 гвинтівок.
9 жовтня 2020 року Федеральне міністерство оборони Німеччини скасувало своє попереднє рішення щодо переможця тендеру, таким чином, потенційними замінниками G36 залишилися HK416, HK433 або MK 556.
2 березня 2021 року Федеральне міністерство оборони Німеччини офіційно оголосило, після оцінки всіх поданих документів, що пропозицію від CG Haenel було виключено з подальшої процедури присудження. Переможцем тендеру на заміну G36  обрали компанію Heckler & Koch.
10 січня 2023 року компанія C.G. Haenel повідомила, що відкликає всі випущені гвинтівки CR 223, які підлягають повному знищенню. Це не пов'язано з дефектами під час виробництва чи нещасними випадками. Також через суд компанію C.G. Haenel визнали винною у незаконному використанні патентів компанії Heckler & Koch. Дюссельдорфський регіональний суд заборонив компанії виробництво гвинтівок CR223, а всі вже виготовлені мають бути знищені. Heckler & Koch з 2021 року доводив, що компанія C.G. Haenel вкрала його напрацювання і налагодила випуск гвинтівок CR223. Зокрема, було порушено патент під номером EP 2 018 508 B1, яким захищений дизайн казенника гвинтівок HK 416 і 417.
В 2024 році продукція компанії, а саме гвинтівки MK 556, CR 308 та HLR 338, постачаються до Збройних сил України в рамках матеріально-технічної допомоги від Німеччини.

## Продукція

### MP-40
MP-40 (нім. Maschinenpistole 40, досл. «пістолет-кулемет 40») — німецький пістолет-кулемет під штатний пістолетний набій «Парабелум», що був розроблений на початку Другої світової війни та перебував на озброєнні частин вермахту і широко використовувався іншими державами Осі.

### StG-44

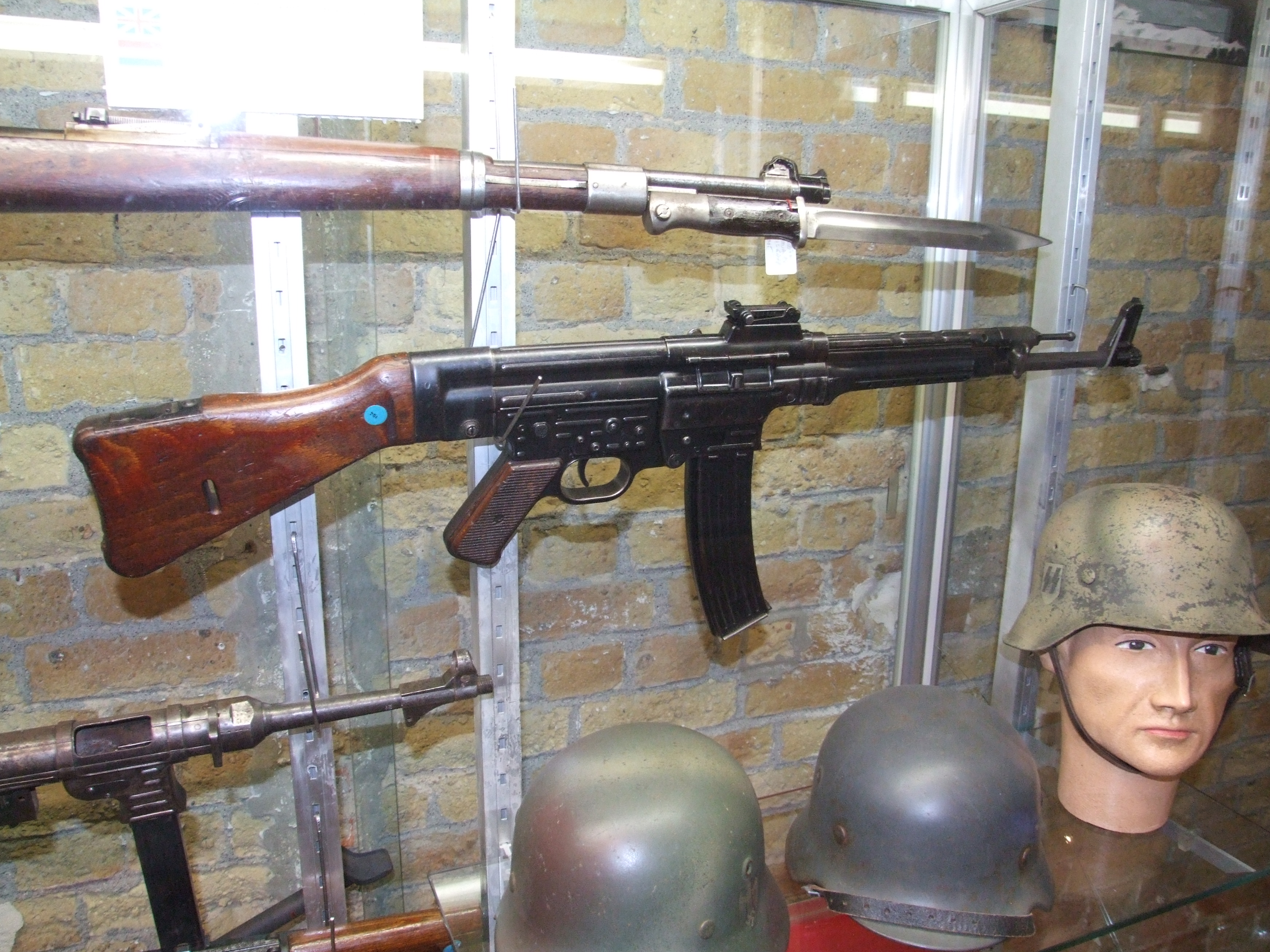
Sturmgewehr 44 - Mémorial du Souvenir, Дюнкерк

StG-44 (абр. від нім. SturmGewehr 44 — штурмова гвинтівка 1944 року) — автоматичний карабін, створений у 1943 році для використання у бойових діях Другої світової війни, був одним з перших автоматів під проміжний набій 7,92×33 мм.

### CR 308
CR 308 — самозарядний карабін з відведенням порохових газів, що впливають на раму затвора через поршень з коротким ходом (так звана "short stroke gas system") і затвором, що замикається поворотом численних бойових упорів.
Технічні характеристики:
- Калібр: .308 Win (7,62x51 мм) — потужний патрон, що використовується як для полювання, так і для спортивної стрільби.
- Система: газовідвідна з коротким ходом поршня (short stroke gas system) та поворотним затвором. Ця система забезпечує надійність та зменшує віддачу.
- Магазин: знімний коробчатий магазин Magpul на 20 патронів (існують також варіанти на 10 патронів).
- Ствол: холоднокований, що гарантує точність та довговічність. Довжина ствола може бути різною: 368 мм (14,5 дюймів), 423 мм (16,65 дюймів), 457 мм (18 дюймів) та 508 мм (20 дюймів).
- Довжина: залежить від довжини ствола і становить від 901 мм до 1080 мм.
- Вага: від 4,3 кг до 4,6 кг без патронів.
- Прицільні пристосування: механічні складні, також є планка NAR (NATO Accessory Rail) для встановлення оптичних та інших прицілів.

### MK 556
MK 556 (абр. від нім. Maschinenkarabiner) — автоматична штурмова гвинтівка калібру 5,56×45 мм НАТО з обранням режиму вогню, розроблена компанією у вересні 2020 року.

### HLR 338
HLR 338 — снайперська затворна гвинтівка, що призначена для високоточного ураження цілей на дальній дистанції.  Вона поєднує в собі чудові далекобійні якості з модульною концепцією та значним зменшенням ваги порівняно з попередніми гвинтівками класу RS від компанії Haenel. Гвинтівка розрахована під набій .338 Lapua Magnum (8,6×70 мм).
Компанія Haenel офіційно представила цю гвинтівку в 2023 році. З тих пір її прийняли на озброєння Бундесвер та Збройні сили України.
Гвинтівка має регульований двоступінчастий спусковий гачок із силою натискання від 10 до 20 Н (еквівалент приблизно 1,0-2,0 кг). Силу натискання гачка спуску можна регулювати. 3-ступінчастий запобіжник бойка унеможливлює випадковий постріл.
Загальні характеристики:
- Вага 7,5 кг.
- Довжина ствола 600 мм.
- Діаметр 22 мм.
- Загальна довжина 1275 мм (при складеному прикладі — 1020 мм).
- У цівці інтегровані планки Пікатінні 4694 та M-LOK.
- Стандартний магазин на 10 патронів.

Холоднокований сірниковий ствол діаметром 22 міліметри виготовляється компанією Haenel і має дулову різьбу M18x1,5 для дульного гальма та/або глушника.